# Sukhoi Su-33
Il Sukhoi Su-33 (in cirillico: Сухой Су-33; nome in codice NATO: Flanker-D), anche noto come Su-27K, è un caccia imbarcato multiruolo di 4ª generazione, di progettazione sovietica ma fabbricazione russa, sviluppato da Sukhoi negli anni '80 ed entrato in servizio nell'Aviazione navale della Federazione Russa nel 1998.
Impiegato a bordo della portaerei Admiral Kuznecov, per operare dalla quale è stato dotato di carrello rinforzato, gancio di arresto ed estremità alari pieghevoli, è pensato per compiere molteplici missioni che spaziano dall'interdizione al bombardamento. Paragonabile all'F-14 Tomcat statunitense per compiti, dimensioni e peso, al contrario dell'omologo statunitense, le prestazioni del Su-33 risentirono particolarmente di quest'ultimo, complice l'assenza di catapulte a vapore nei progetti delle portaerei sovietiche.
Poiché la Marina russa, nel 2009, gli preferì il MiG-29K, il Su-33 non ha ricevuto upgrade ma solo aggiornamenti incrementali finalizzati all'estensione della sua vita operativa.
A causa dello scioglimento dell'Unione Sovietica e del successivo declino della Marina russa, ne furono prodotti solo 35 esemplari.
Ha ricevuto il battesimo del fuoco nel 2016 in occasione dell'intervento russo nella guerra civile siriana.

## Caratteristiche

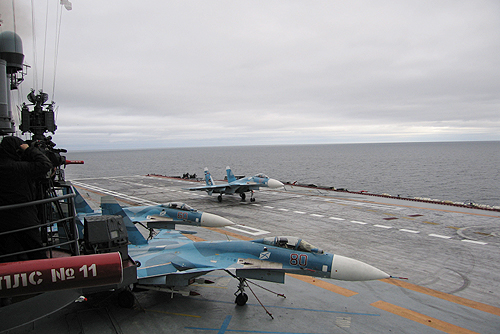
Alcuni Su-33 a bordo della portaerei russa Admiral Kuznecov nel 2008

Esternamente si presenta simile al Su-27s a parte l'aggiunta di 2 alette canard e dell'accorciamento del cono di coda. Inoltre le ali del Su-33 possono essere ripiegate per un più semplice trasporto su portaerei. Il Su-33 è stato scelto come aereo imbarcato per l'unica portaerei russa (precedentemente sovietica) Admiral Kuznecov (Куснецов) vincendo contro la conversione imbarcata del MiG-29 e contro lo Yak-141 un cacciabombardiere supersonico a decollo verticale costruito solo in 2 prototipi e poi scartato in favore del Su-33. 
I Su-33 hanno anche il compito di intercettare ed abbattere missili antinave e aerei a bassa quota, dove usano i missili R-27em (sviluppati apposta per questo) e in congiunzione con gli elicotteri Ka-31 da sorveglianza elettronica.

## Storia

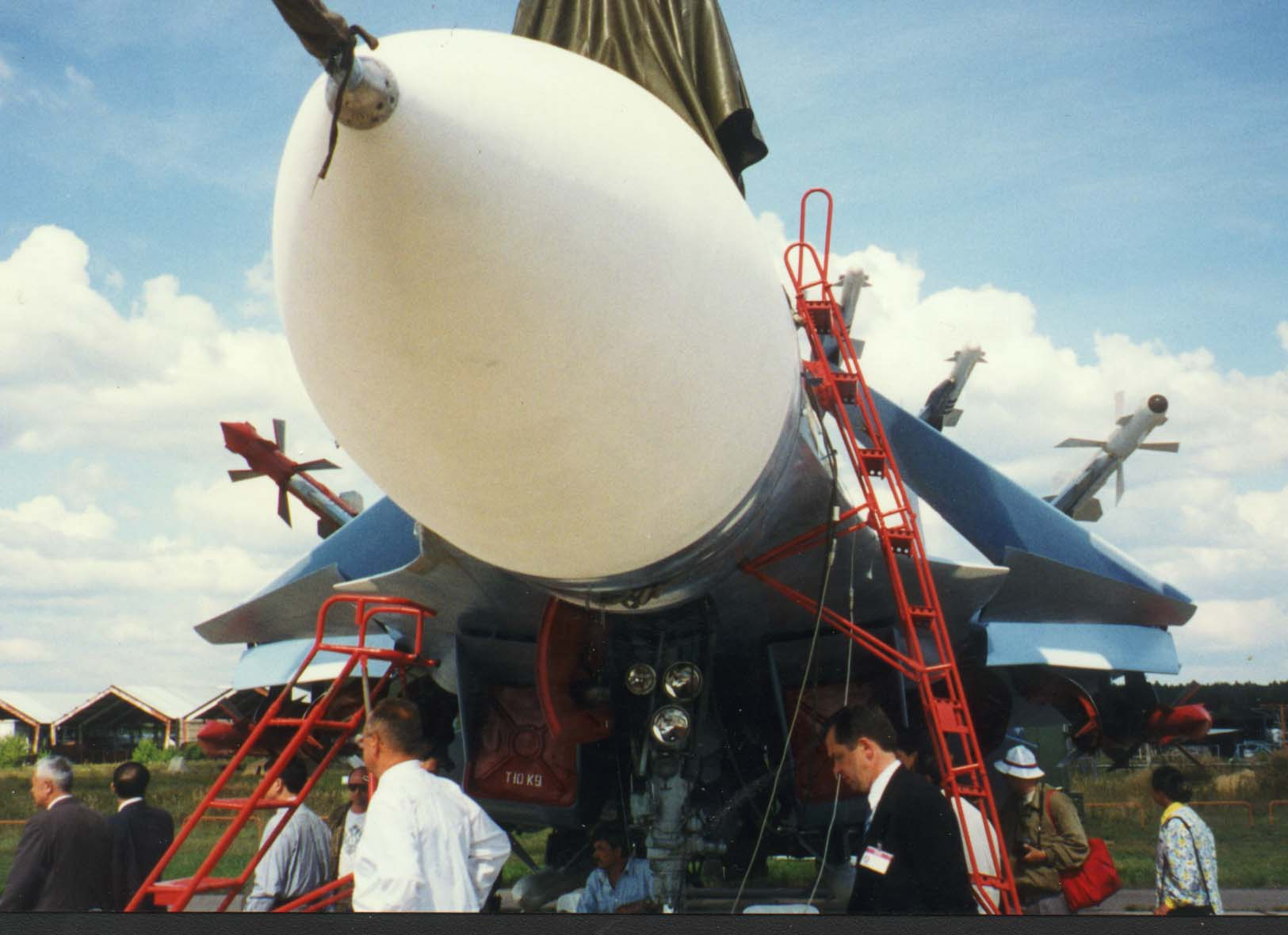
Su-33 vista frontale

Il Su-33 è stato concepito per contrastare almeno in parte la minaccia degli F-14 in dotazione alla U.S. Navy. 
Il diretto avversario americano del Su-33 è quindi il Tomcat, anche se non vi sono mai stati scontri fra i due.
Il primo test da una portaerei con sky-jump avvenne nell'agosto 1982 (era un prototipo T-10s modificato). Quindi si costruì un nuovo prototipo T-10k con aggiunta di canard, gancio d'arresto, sistemi di atterraggio su portaerei, sonda per rifornimento in volo retrattile (in modo da consentire al velivolo di decollare con poco carburante). I prototipi mancavano del carrello rinforzato per gli appontaggi e delle ali ripiegabili poi aggiunte nel modello di produzione.
Nell'agosto 1987 si tenne il primo volo (pilota: Pugachev), lo stesso velivolo fu poi perso in un incidente nel 1988.
Si ebbe quindi la versione di serie con le due modifiche necessarie (con gli alettoni piegati esternamente e i flap interni modificati per gli avvicinamenti alla portaerei a bassa velocità).
L'inizio delle prove in mare avvenne nel novembre 1989 sulla Tbilsi sotto la guida di Pugachev e nel settembre 1991 fu raggiunta l'operatività.
Diciotto Su-33 sono stati costruiti tra il 1992 e il 1993, ma l'abbandono dei piani di produzione della forza di 4 portaerei sovietiche (caduta dell'URSS) cancellò ulteriori ordini.
Nel 1996 la Kuznecov (è la Tbilisi rinominata per la Marina militare della Federazione Russa) compì un viaggio nel Mar Mediterraneo dando l'esordio delle operazioni in mare per i Su-33.

## Incidenti
- Il 17 luglio 2001, un Su-33 con ai comandi l'Eroe della Federazione Russa, Magg. Generale Timur Apakidze, si schianta al suolo durante un Airshow per il Giorno della Marina. Una volta estratto dal velivolo, il pilota è deceduto a seguito delle ferite riportate.[4]
- Il 5 settembre 2005, a causa di un cavo d'arresto difettoso, un Su-33 è caduto in mare dopo aver eseguito un touch-down sul ponte di volo dell'Admiral Kuznecov. Il pilota si è eiettato con successo.
- Nel dicembre 2016 un Su-33 è andato perso in fase di appontaggio al largo delle coste siriane.[5]